# Henrique IV de Baden-Hachberg
Henrique IV de Baden-Hachberg (em alemão:  Heinrich IV. von Baden-Hachberg; † 1369) foi um nobre alemão pertencente à Casa de Zähringen, que foi Marquês de Baden-Hachberg e senhor de Kenzingen de 1330 até à sua morte.

## Biografia
Henrique IV era filho de Henrique III de Baden-Hachberg e de Inês de Hohenberg († 1310), tendo sucedido ao pai em 1330.
Em 1344 ele adquire à Abadia de Andlau os direitos e possessões em Sexau. Em 1352, Henrique compra ao seu cunhado, Frederico de Üsenberg, a parte inferior do senhorio de Üsenberg, com Kenzingen e Kirnburg, que dependia do ducado da Áustria. Após a morte de Frederico Üsenberg, a Casa de Habsburgo aumenta as rendas do senhorio de Kenzingen. Em 1358, Rodolfo IV da Áustria procura uma arbitragem contra Henrique, que lhe dê os direitos sobre Kenzingen e Kirnburg. Apesar disso, Henrique continuou a governar Kenzingen até 1365, ano de uma nova arbitragem que lhe foi desfavorável sendo, então, banido do Sacro Império.

## Casamento e descendência
Henrique casou com Ana de Üsenberg, de quem teve quatro filhos:
- Otão I (Otto), que sucedeu ao pai como marquês de Baden-Hachberg, sem descendência;
- João (Johann), sucedeu ao irmão mais velho em Baden-Hachberg conjuntamente com o irmão Hesso;
- Hesso (Hesso);
- Cunegunda (Kunigunde), que casou com Berthold von Gliers (†1425).